# Hedtjärnen (Älvdalens socken, Dalarna)
Hedtjärnen är en sjö i Älvdalens kommun i Dalarna och ingår i Dalälvens huvudavrinningsområde.